# Качкарівська волость
Качкарівська волость — історична адміністративно-територіальна одиниця Херсонського повіту Херсонської губернії.
Станом на 1886 рік — складалася з 7 поселень, 8 сільських громад. Населення — 3331 особа (1725 чоловічої статі та 1616 — жіночої), 613 дворових господарств.
|                     | Площа, десятин | У тому числі орної, дес. |
| ------------------- | -------------- | ------------------------ |
| Сільських громад    | 8532           | 6171                     |
| Приватної власності | 38546          | 12215                    |
| Казенної власності  | 11131          | 6423                     |
| Іншої власності     | 26269          | 9256                     |
| Загалом             | 84478          | 34065                    |

Найбільші поселення волості:
- Качкарівка — село при річці Дніпро в 108 верстах від повітового міста, 1485 осіб, 262 двори, церква православна, єврейський молитовний будинок, школа, 5 лавок, 4 ярмарки на рік, базарь щонеділі. В 4 верстах — рибний завод. В 6 верстах — рибний завод. В 7 верстах — 3 православні церкви, готель. В 10 верстах — рибний завод. В 15 верстах — салотопний завод. В 20 верстах — поштова станція, земська станція. В 23 верстах — трактир.
- Дудчіна (Перстівка) — село при річці Підпільна, 481 особа, 94 двори, школа, лавки, 5 лавки, поштова станція, земська станція, лавка, салотопний завод.
- Мілове — містечко при річці Дніпро, 85 осіб, 14 дворів, церква православна, школа, лавка, 2 ярмарки на рік.
- Новокам'янка — село при річці Кам'янка, 904 особи, 160 дворів, молитовний будинок, школа, лавка.
- Саблукова — село при річці Затон, 222 особи, 50 дворів, молитовний будинок, школа, лавка.